# Piotr Miesniankin
Piotr Konstantinowicz Miesniankin, ros. Петр Константинович Меснянкин (ur. w 1919 r. we wsi Komiakino w obwodzie kurskim, zm. ?) – radziecki wojskowy (porucznik), zastępca szefa policji pomocniczej, a następnie szef policji pomocniczej w służbie niemieckiej w rejonie iwanonskim obwodu kurskiego podczas II wojny światowej.
Od lat 30. XX wieku służył w Armii Czerwonej. W listopadzie tego roku dostał się do niewoli niemieckiej. Po 2 miesiącach zbiegł z więzienia w Orle, przybywając do rodzinnej wsi Komiakino. Wstąpił ochotniczo do niemieckiej policji pomocniczej. Początkowo pełnił funkcję zastępcy szefa policji. Jednocześnie stał na czele sądu powszechnego przy miejscowych władzach administracyjnych. Od grudnia 1942 r. był szefem policji pomocniczej rejonu iwaninskiego, która liczyła ok. 80 ludzi. Po odwrocie wojsk niemieckich w marcu 1943 r., został zmobilizowany do Armii Czerwonej, ale natychmiast aresztowano go. Decyzją Rady Wojskowej 60 Armii za współpracę z Niemcami został wcielony na 3 miesiące do 9 Samodzielnej Armijnej Kompanii Karnej. Po odbyciu kary funkcjonariusze Smiersza skierowali go z kolei do 263 Samodzielnej Armijnej Kompanii Karnej. Następnie służył w 1285 Pułku Strzeleckim 60 Dywizji Strzeleckiej. W połowie października 1943 r. dowodził patrolem, który przeprawił się przez Dniepr i zniszczył kilka nieprzyjacielskich stanowisk ogniowych, dzięki czemu pułk bez większych strat własnych uchwycił przyczółek na prawym brzegu rzeki. Za ten wyczyn 30 października P. K. Miesniankin otrzymał tytuł Bohatera Związku Radzieckiego oraz został odznaczony Orderem Lenina i Medalem Złotej Gwiazdy. Po zakończeniu wojny kontynuował służbę wojskową, dochodząc do stopnia porucznika. Ukończył 3 leningradzkę szkołę artyleryjską. Dowodził plutonem ćwiczebnym 690 Pułku Artylerii 29 Samodzielnej Gwardyjskiej Łotewskiej Brygady Strzeleckiej. 5 kwietnia 1948 r. w Rydze został jednak aresztowany. Po procesie skazano go na karę 10 lat łagrów, a 4 lipca 1949 r. pozbawiono wszelkich odznaczeń wojskowych. W 1954 r. wyszedł na wolność. Dalsze jego losy są nieznane.